# Jürgen Brill
Jürgen Brill (geb. 5. März 1966 in Marpingen) ist ein saarländischer Comedian, Sänger, Musiker, Komponist und Autor. Hauptberuflich unterrichtet er Klarinette und Saxophon an der Musikschule im Landkreis St. Wendel. Zudem leitet er die Jugendbigbands MiniBigBand und TeenieTus.
Brill ist Teil des Comedyduos Langhals & Dickkopp und der Band Brillant. Als Schauspieler war er in der Verfilmung von "Wahlkampf" aus dem "Saarland-Album" des Zeichners Bernd Kissel im SR zu sehen. sowie ab 2019 als Schärlock Brill als Teil eines Kommissarsduo in „Wir im Saarland – Saar nur!“.

## Leben
Jürgen Brill wurde 1966 als Sohn von Elisabeth und Rudi Brill geboren. Er besuchte zunächst die Grundschule Marpingen und anschließend das Arnold-Janssen-Gymnasium in St. Wendel. Sein Fachabitur machte er 1986 an der Fachoberschule für Sozialwesen in St. Wendel.
Er studierte danach an der Musikhochschule des Saarlandes Musikerziehung im Hauptfach Klarinette.
Seit 1989 unterrichtet er an der Musikschule im Landkreis St. Wendel.
1982 gründete er mit Freunden die Gruppe Harakatz und Ali.
Die Gruppe erhielt 1986 den Sonderpreis der St. Ingberter Pfanne.
1990 gründete er die Samba-Gruppe Samba Total.
Seit 1992 steht er mit Uli Schu als Langhals & Dickkopp gemeinsam auf der Bühne.
1996 gründete er die Jugendbigband MiniBigBand und 2009 auch die Gruppe TeenieTus für ältere Schüler.
2013 gründete er mit Stefan Scharle, Peter Morsch und Salvatore Tabone die deutschsprachige Rockband Brillant, in der inzwischen auch seine eigenen Kinder Clara, Jacob und Clemens Brill Mitglied sind.
Er lebt mit seiner Frau und seinen drei Kindern in Marpingen.

## Diskografie
- 2005: Quadropolis
- 2006: Charlotte und ihre Töne
- 2008: Es lebe König Helmut
- 2009: Berti, der Biber
- 2011: Das Licht des Meisters
- 2014: Die Seelenflieger
- 2015: Saarland Album Filmmusik für den SR
- 2017: Wunder
- 2019: Schärlock Brill und Doktor Schu Filmmusik für den SR
- 2019: kEin Weg - Songs für Toleranz Band Brillant

Eine Liste mit den CDs von Langhals & Dickkopp ist im entsprechenden Artikel zu finden.

## Filmografie
- 2015: Sketchreihe von Werbespots für SR3
- 2015: Saarland Album für den Saarländischen Rundfunk
- 2019: Kurzfilmserie Schärlock Brill und Doktor Schu für den Saarländischen Rundfunk